# Karangcegak (Kutasari)
Karangcegak is een bestuurslaag in het regentschap Purbalingga van de provincie Midden-Java, Indonesië. Karangcegak telt 5691 inwoners (volkstelling 2010).